# Seychels voetbalelftal (mannen)
Het Seychels voetbalelftal is een team van voetballers dat de Seychellen vertegenwoordigt bij internationale wedstrijden zoals de kwalificatiewedstrijden voor het WK en het Afrikaans kampioenschap.
De Seychelles Football Federation werd in 1979 opgericht en is aangesloten bij de COSAFA, de CAF en de FIFA (sinds 1986). Het Seychels voetbalelftal behaalde in oktober 2006 met de 129e plaats de hoogste positie op de FIFA-wereldranglijst, in juli 2011 werd met de 199e plaats de laagste positie bereikt.
De internationale thuiswedstrijden worden in het Stade Linité gespeeld dat een capaciteit heeft van 10.000 toeschouwers. De Nederlandse coach Jan Mak was in meerdere periodes bondscoach van de eilandengroep.

## Deelname aan internationale toernooien

### Wereldkampioenschap
| Overzicht wereldkampioenschap voetbal | Overzicht wereldkampioenschap voetbal | Overzicht wereldkampioenschap voetbal | Overzicht wereldkampioenschap voetbal | Overzicht wereldkampioenschap voetbal | Overzicht wereldkampioenschap voetbal | Overzicht wereldkampioenschap voetbal | Overzicht wereldkampioenschap voetbal | Overzicht wereldkampioenschap voetbal |
| Jaar                                  | Ronde                                 | Wed.                                  | W                                     | G                                     | V                                     | DV                                    | DT                                    |                                       |
| ------------------------------------- | ------------------------------------- | ------------------------------------- | ------------------------------------- | ------------------------------------- | ------------------------------------- | ------------------------------------- | ------------------------------------- | ------------------------------------- |
| 1930–1998                             | Geen deelname                         | Geen deelname                         | Geen deelname                         | Geen deelname                         | Geen deelname                         | Geen deelname                         | Geen deelname                         | Geen deelname                         |
| 2002                                  | Niet gekwalificeerd                   | Niet gekwalificeerd                   | Niet gekwalificeerd                   | Niet gekwalificeerd                   | Niet gekwalificeerd                   | Niet gekwalificeerd                   | Niet gekwalificeerd                   | Niet gekwalificeerd                   |
| 2006                                  | Niet gekwalificeerd                   | Niet gekwalificeerd                   | Niet gekwalificeerd                   | Niet gekwalificeerd                   | Niet gekwalificeerd                   | Niet gekwalificeerd                   | Niet gekwalificeerd                   | Niet gekwalificeerd                   |
| 2010                                  | Niet gekwalificeerd                   | Niet gekwalificeerd                   | Niet gekwalificeerd                   | Niet gekwalificeerd                   | Niet gekwalificeerd                   | Niet gekwalificeerd                   | Niet gekwalificeerd                   | Niet gekwalificeerd                   |
| 2014                                  | Niet gekwalificeerd                   | Niet gekwalificeerd                   | Niet gekwalificeerd                   | Niet gekwalificeerd                   | Niet gekwalificeerd                   | Niet gekwalificeerd                   | Niet gekwalificeerd                   | Niet gekwalificeerd                   |
| 2018                                  | Niet gekwalificeerd                   | Niet gekwalificeerd                   | Niet gekwalificeerd                   | Niet gekwalificeerd                   | Niet gekwalificeerd                   | Niet gekwalificeerd                   | Niet gekwalificeerd                   | Niet gekwalificeerd                   |
| 2022                                  | Niet gekwalificeerd                   | Niet gekwalificeerd                   | Niet gekwalificeerd                   | Niet gekwalificeerd                   | Niet gekwalificeerd                   | Niet gekwalificeerd                   | Niet gekwalificeerd                   | Niet gekwalificeerd                   |
| 2026                                  | Niet gekwalificeerd                   | Niet gekwalificeerd                   | Niet gekwalificeerd                   | Niet gekwalificeerd                   | Niet gekwalificeerd                   | Niet gekwalificeerd                   | Niet gekwalificeerd                   | Niet gekwalificeerd                   |

### Afrikaans kampioenschap
| Overzicht Afrikaans kampioenschap | Overzicht Afrikaans kampioenschap | Overzicht Afrikaans kampioenschap | Overzicht Afrikaans kampioenschap | Overzicht Afrikaans kampioenschap | Overzicht Afrikaans kampioenschap | Overzicht Afrikaans kampioenschap | Overzicht Afrikaans kampioenschap | Overzicht Afrikaans kampioenschap |
| Jaar                              | Ronde                             | Wed.                              | W                                 | G                                 | V                                 | DV                                | DT                                |                                   |
| --------------------------------- | --------------------------------- | --------------------------------- | --------------------------------- | --------------------------------- | --------------------------------- | --------------------------------- | --------------------------------- | --------------------------------- |
| 1957–1988                         | Geen deelname                     | Geen deelname                     | Geen deelname                     | Geen deelname                     | Geen deelname                     | Geen deelname                     | Geen deelname                     | Geen deelname                     |
| 1990                              | Niet gekwalificeerd               | Niet gekwalificeerd               | Niet gekwalificeerd               | Niet gekwalificeerd               | Niet gekwalificeerd               | Niet gekwalificeerd               | Niet gekwalificeerd               | Niet gekwalificeerd               |
| 1992                              | Teruggetrokken                    | Teruggetrokken                    | Teruggetrokken                    | Teruggetrokken                    | Teruggetrokken                    | Teruggetrokken                    | Teruggetrokken                    | Teruggetrokken                    |
| 1994                              | Geen deelname                     | Geen deelname                     | Geen deelname                     | Geen deelname                     | Geen deelname                     | Geen deelname                     | Geen deelname                     | Geen deelname                     |
| 1996                              | Teruggetrokken                    | Teruggetrokken                    | Teruggetrokken                    | Teruggetrokken                    | Teruggetrokken                    | Teruggetrokken                    | Teruggetrokken                    | Teruggetrokken                    |
| 1998                              | Niet gekwalificeerd               | Niet gekwalificeerd               | Niet gekwalificeerd               | Niet gekwalificeerd               | Niet gekwalificeerd               | Niet gekwalificeerd               | Niet gekwalificeerd               | Niet gekwalificeerd               |
| 2000–2002                         | Geen deelname                     | Geen deelname                     | Geen deelname                     | Geen deelname                     | Geen deelname                     | Geen deelname                     | Geen deelname                     | Geen deelname                     |
| 2004                              | Niet gekwalificeerd               | Niet gekwalificeerd               | Niet gekwalificeerd               | Niet gekwalificeerd               | Niet gekwalificeerd               | Niet gekwalificeerd               | Niet gekwalificeerd               | Niet gekwalificeerd               |
| 2006                              | Niet gekwalificeerd               | Niet gekwalificeerd               | Niet gekwalificeerd               | Niet gekwalificeerd               | Niet gekwalificeerd               | Niet gekwalificeerd               | Niet gekwalificeerd               | Niet gekwalificeerd               |
| 2008                              | Niet gekwalificeerd               | Niet gekwalificeerd               | Niet gekwalificeerd               | Niet gekwalificeerd               | Niet gekwalificeerd               | Niet gekwalificeerd               | Niet gekwalificeerd               | Niet gekwalificeerd               |
| 2010                              | Niet gekwalificeerd               | Niet gekwalificeerd               | Niet gekwalificeerd               | Niet gekwalificeerd               | Niet gekwalificeerd               | Niet gekwalificeerd               | Niet gekwalificeerd               | Niet gekwalificeerd               |
| 2012                              | Geen deelname                     | Geen deelname                     | Geen deelname                     | Geen deelname                     | Geen deelname                     | Geen deelname                     | Geen deelname                     | Geen deelname                     |
| 2013                              | Niet gekwalificeerd               | Niet gekwalificeerd               | Niet gekwalificeerd               | Niet gekwalificeerd               | Niet gekwalificeerd               | Niet gekwalificeerd               | Niet gekwalificeerd               | Niet gekwalificeerd               |
| 2015                              | Teruggetrokken                    | Teruggetrokken                    | Teruggetrokken                    | Teruggetrokken                    | Teruggetrokken                    | Teruggetrokken                    | Teruggetrokken                    | Teruggetrokken                    |
| 2017                              | Niet gekwalificeerd               | Niet gekwalificeerd               | Niet gekwalificeerd               | Niet gekwalificeerd               | Niet gekwalificeerd               | Niet gekwalificeerd               | Niet gekwalificeerd               | Niet gekwalificeerd               |
| 2019                              | Niet gekwalificeerd               | Niet gekwalificeerd               | Niet gekwalificeerd               | Niet gekwalificeerd               | Niet gekwalificeerd               | Niet gekwalificeerd               | Niet gekwalificeerd               | Niet gekwalificeerd               |
| 2021                              | Niet gekwalificeerd               | Niet gekwalificeerd               | Niet gekwalificeerd               | Niet gekwalificeerd               | Niet gekwalificeerd               | Niet gekwalificeerd               | Niet gekwalificeerd               | Niet gekwalificeerd               |
| 2023                              | Niet gekwalificeerd               | Niet gekwalificeerd               | Niet gekwalificeerd               | Niet gekwalificeerd               | Niet gekwalificeerd               | Niet gekwalificeerd               | Niet gekwalificeerd               | Niet gekwalificeerd               |
| 2025                              | Geen deelname                     | Geen deelname                     | Geen deelname                     | Geen deelname                     | Geen deelname                     | Geen deelname                     | Geen deelname                     | Geen deelname                     |

### African Championship of Nations
| Overzicht African Championship of Nations | Overzicht African Championship of Nations | Overzicht African Championship of Nations | Overzicht African Championship of Nations | Overzicht African Championship of Nations | Overzicht African Championship of Nations | Overzicht African Championship of Nations | Overzicht African Championship of Nations | Overzicht African Championship of Nations |
| Jaar                                      | Ronde                                     | Wed.                                      | W                                         | G                                         | V                                         | DV                                        | DT                                        |                                           |
| ----------------------------------------- | ----------------------------------------- | ----------------------------------------- | ----------------------------------------- | ----------------------------------------- | ----------------------------------------- | ----------------------------------------- | ----------------------------------------- | ----------------------------------------- |
| 2009                                      | Geen deelname                             | Geen deelname                             | Geen deelname                             | Geen deelname                             | Geen deelname                             | Geen deelname                             | Geen deelname                             | Geen deelname                             |
| 2011                                      | Niet gekwalificeerd                       | Niet gekwalificeerd                       | Niet gekwalificeerd                       | Niet gekwalificeerd                       | Niet gekwalificeerd                       | Niet gekwalificeerd                       | Niet gekwalificeerd                       | Niet gekwalificeerd                       |
| 2014                                      | Geen deelname                             | Geen deelname                             | Geen deelname                             | Geen deelname                             | Geen deelname                             | Geen deelname                             | Geen deelname                             | Geen deelname                             |
| 2016                                      | Niet gekwalificeerd                       | Niet gekwalificeerd                       | Niet gekwalificeerd                       | Niet gekwalificeerd                       | Niet gekwalificeerd                       | Niet gekwalificeerd                       | Niet gekwalificeerd                       | Niet gekwalificeerd                       |
| 2018                                      | Niet gekwalificeerd                       | Niet gekwalificeerd                       | Niet gekwalificeerd                       | Niet gekwalificeerd                       | Niet gekwalificeerd                       | Niet gekwalificeerd                       | Niet gekwalificeerd                       | Niet gekwalificeerd                       |
| 2020                                      | Niet gekwalificeerd                       | Niet gekwalificeerd                       | Niet gekwalificeerd                       | Niet gekwalificeerd                       | Niet gekwalificeerd                       | Niet gekwalificeerd                       | Niet gekwalificeerd                       | Niet gekwalificeerd                       |
| 2022                                      | Niet gekwalificeerd                       | Niet gekwalificeerd                       | Niet gekwalificeerd                       | Niet gekwalificeerd                       | Niet gekwalificeerd                       | Niet gekwalificeerd                       | Niet gekwalificeerd                       | Niet gekwalificeerd                       |

### COSAFA Cup
| Overzicht COSAFA Cup | Overzicht COSAFA Cup | Overzicht COSAFA Cup | Overzicht COSAFA Cup | Overzicht COSAFA Cup | Overzicht COSAFA Cup | Overzicht COSAFA Cup | Overzicht COSAFA Cup | Overzicht COSAFA Cup |
| Jaar                 | Ronde                | Wed.                 | W                    | G                    | V                    | DV                   | DT                   |                      |
| -------------------- | -------------------- | -------------------- | -------------------- | -------------------- | -------------------- | -------------------- | -------------------- | -------------------- |
| 1997–2004            | Geen deelname        | Geen deelname        | Geen deelname        | Geen deelname        | Geen deelname        | Geen deelname        | Geen deelname        | Geen deelname        |
| 2005                 | Groepsfase           | 1                    | 0                    | 0                    | 1                    | 0                    | 3                    |                      |
| 2006                 | Groepsfase           | 2                    | 0                    | 1                    | 1                    | 1                    | 3                    |                      |
| 2007                 | Groepsfase           | 2                    | 0                    | 0                    | 2                    | 0                    | 7                    |                      |
| 2008                 | Groepsfase           | 3                    | 1                    | 1                    | 1                    | 8                    | 2                    |                      |
| 2009                 | Groepsfase           | 3                    | 0                    | 0                    | 3                    | 2                    | 6                    |                      |
| 2013                 | Groepsfase           | 2                    | 0                    | 0                    | 2                    | 2                    | 8                    |                      |
| 2015                 | Groepsfase           | 3                    | 0                    | 1                    | 2                    | 0                    | 2                    |                      |
| 2016                 | Groepsfase           | 3                    | 0                    | 0                    | 3                    | 0                    | 10                   |                      |
| 2017                 | Groepsfase           | 3                    | 0                    | 0                    | 3                    | 1                    | 10                   |                      |
| 2018                 | Groepsfase           | 3                    | 0                    | 2                    | 1                    | 3                    | 4                    |                      |
| 2019                 | Groepsfase           | 3                    | 0                    | 1                    | 2                    | 0                    | 6                    |                      |
| 2022                 | Groepsfase           | 3                    | 0                    | 0                    | 3                    | 1                    | 6                    |                      |
| 2023                 | Groepsfase           | 3                    | 0                    | 0                    | 3                    | 2                    | 9                    |                      |
| 2024                 | Groepsfase           | 3                    | 0                    | 1                    | 2                    | 4                    | 7                    |                      |
| 2025                 | Geen deelname        | Geen deelname        | Geen deelname        | Geen deelname        | Geen deelname        | Geen deelname        | Geen deelname        |                      |

### CECAFA Cup
| Overzicht CECAFA Cup | Overzicht CECAFA Cup | Overzicht CECAFA Cup | Overzicht CECAFA Cup | Overzicht CECAFA Cup | Overzicht CECAFA Cup | Overzicht CECAFA Cup | Overzicht CECAFA Cup | Overzicht CECAFA Cup |
| Jaar                 | Ronde                | Wed.                 | W                    | G                    | V                    | DV                   | DT                   |                      |
| -------------------- | -------------------- | -------------------- | -------------------- | -------------------- | -------------------- | -------------------- | -------------------- | -------------------- |
| 1992                 | Groepsfase           | 3                    | 0                    | 0                    | 3                    | 3                    | 10                   |                      |
| 1994                 | Groepsfase           | 3                    | 0                    | 0                    | 3                    | 2                    | 6                    |                      |

## FIFA-wereldranglijst[1]
| 1993 | 1994 | 1995 | 1996 | 1997 | 1998 | 1999 | 2000 | 2001 | 2002 | 2003 | 2004 | 2005 | 2006 | 2007 | 2008 | 2009 | 2010 | 2011 | 2012 | 2013 | 2014 | 2015 | 2016 | 2017 | 2018 | 2019 | 2020 |
| ---- | ---- | ---- | ---- | ---- | ---- | ---- | ---- | ---- | ---- | ---- | ---- | ---- | ---- | ---- | ---- | ---- | ---- | ---- | ---- | ---- | ---- | ---- | ---- | ---- | ---- | ---- | ---- |
| 157  | 175  | 176  | 175  | 181  | 181  | 192  | 188  | 192  | 185  | 163  | 173  | 176  | 130  | 163  | 166  | 178  | 195  | 188  | 196  | 176  | 178  | 189  | 186  | 192  | 189  | 200  | 202  |

SFF · A-internationals · Seychels vrouwenelftal
1980 - 1989 · 
1990 - 1999 · 
2000 – 2009 · 
2010 – 2019 ·
2020 − 2029
Algerije ·
Angola ·
Bangladesh ·
Botswana ·
Burkina Faso ·
Burundi ·
Comoren ·
Congo-Kinshasa ·
Eritrea ·
Ethiopië ·
Gabon ·
Gambia ·
Ivoorkust ·
Kenia ·
Lesotho ·
Libië ·
Madagaskar ·
Malawi ·
Malediven ·
Mali ·
Mauritius ·
Mozambique ·
Namibië ·
Nigeria ·
Oeganda ·
Palestina ·
Rwanda ·
San Marino ·
Sierra Leone ·
Soedan ·
Sri Lanka ·
Swaziland ·
Tanzania ·
Tunesië ·
Zambia ·
Zimbabwe ·
Zuid-Afrika ·
Zuid-Soedan